# Martin Peninsula
Martin Peninsula är en udde i Antarktis. Den ligger i Västantarktis. Inget land gör anspråk på området.
Terrängen inåt land är kuperad åt nordväst, men åt sydost är den platt. Terrängen runt Martin Peninsula sluttar österut. Trakten är obefolkad. Det finns inga samhällen i närheten.